# Athletic Club Sparta Praha fotbal 2010-2011
Questa voce raccoglie le informazioni riguardanti l'Athletic Club Sparta Praha Fotbal nelle competizioni ufficiali della stagione 2010-2011.

## Stagione
La società granata conclude il torneo nazionale in seconda posizione, dietro al Viktoria Pilsen. In coppa escludono solamente il Marila Votice (0-1) prima di farsi eliminare dal Baník Sokolov (1-1, 4-1 ai rigori) al terzo turno
In UEFA Champions League i cechi estromettono il Metalurgs Liepāja (0-5) e il Lech Poznań (2-0) ma lo Žilina vince il doppio confronto decisivo (0-3).
In UEFA Europa League i praghesi vengono inseriti nel girone F comprendente Palermo, CSKA Mosca e Losanna: vincono a Praga (3-2 sul Palermo) e a Losanna (1-3) pareggiando a Praga (3-3 contro il Losanna) e a Palermo (2-2) perdendo a Mosca (3-0) e pareggiando a Praga contro il CSKA (1-1). Passano il turno con 9 punti dietro il CSKA Mosca.
Ai sedicesimi ottengono uno 0-0 a Praga contro il Liverpool ma in Inghilterra i padroni di casa vincono di misura (1-0) facendo uscire i cechi dal torneo.

## Organigramma societario

### Staff tecnico
- Allenatore: Jozef Chovanec
- Vice-Allenatore: Martin Hašek
- Allenatore dei portieri: Jan Stejskal

## Calciomercato
Vengono ceduti Kozáčik (Anorthōsis), Bašista (Tatran Prešov), Polom (squadra riserve), Jánoš (squadra riserve), Folprecht (tra luglio e dicembre 2010 in prestito al Viktoria Žižkov, tra il gennaio e il giugno del 2011 in prestito allo Zbrojovka Brno), Kovba (Kryl'ja Sovetov Samara), Jurdík (in prestito al Příbram) e nel gennaio del 2011 Hejda (in prestito allo Jablonec), Hoheneder (in prestito all'Austria Vienna), Žofčák (Slovan Bratislava), Třešňák (in prestito allo Jablonec), Bony (al Vitesse per 4 milioni di euro) e Kucka (al Genoa per 4 milioni di euro).
Vengono acquistati Zítka (dall'Anderlecht per 250.000 euro), Adiaba (dal DAC Dunajská Streda in prestito), Matějovský (dal Reading per 1,15 milioni di euro), Kadeřábek, Podaný (Senica), Pavelka, Abena (dal DAC Dunajská Streda in prestito), Skalák e nel gennaio del 2011 Švejdík, Zápotočný (Beşiktaş) Kweuke (inizialmente dal DAC Dunajská Streda in prestito tra luglio e dicembre 2010, nel gennaio 2011 viene acquistato a titolo definitivo), Kerić (dallo Slovan Liberec per 100.000 euro) e Pekhart (in prestito oneroso dallo Jablonec per 480 mila euro).

## Organico

### Rosa
| N. |                           | Ruolo | Calciatore       |
| -- | ------------------------- | ----- | ---------------- |
| 1  | Rep. Ceca (bandiera)      | P     | Daniel Zítka     |
| 2  | Rep. Ceca (bandiera)      | D     | Tomáš Řepka      |
| 3  | Croazia (bandiera)        | D     | Manuel Pamić     |
| 4  | Austria (bandiera)        | D     | Niklas Hoheneder |
| 5  | Rep. Ceca (bandiera)      | C     | Jan Krob         |
| 6  | Rep. Ceca (bandiera)      | A     | Miloš Lačný      |
| 7  | Rep. Ceca (bandiera)      | C     | Libor Sionko     |
| 8  | Rep. Ceca (bandiera)      | D     | Marek Matějovský |
| 9  | Camerun (bandiera)        | A     | Léonard Kweuke   |
| 11 | Slovacchia (bandiera)     | C     | Igor Žofčák      |
| 12 | Costa d'Avorio (bandiera) | A     | Bony Wilfried    |
| 13 | Rep. Ceca (bandiera)      | C     | Ondřej Kušnír    |
| 14 | Rep. Ceca (bandiera)      | A     | Václav Kadlec    |
| 15 | Rep. Ceca (bandiera)      | D     | Jiří Kladrubský  |
| 16 | Rep. Ceca (bandiera)      | C     | Pavel Kadeřábek  |
| 17 | Rep. Ceca (bandiera)      | A     | Jiří Skalák      |

| N. |                       | Ruolo | Calciatore       |
| -- | --------------------- | ----- | ---------------- |
| 18 | Rep. Ceca (bandiera)  | C     | Jiří Jeslínek    |
| 19 | Camerun (bandiera)    | C     | Bondoa Adiaba    |
| 20 | Slovacchia (bandiera) | C     | Juraj Kucka      |
| 21 | Rep. Ceca (bandiera)  | D     | Erich Brabec     |
| 22 | Rep. Ceca (bandiera)  | C     | Martin Zeman     |
| 23 | Rep. Ceca (bandiera)  | C     | Ladislav Krejčí  |
| 24 | Rep. Ceca (bandiera)  | P     | Lukáš Zich       |
| 25 | Rep. Ceca (bandiera)  | C     | Kamil Vacek      |
| 26 | Rep. Ceca (bandiera)  | P     | Milan Švenger    |
| 27 | Rep. Ceca (bandiera)  | C     | Luboš Hušek      |
| 28 | Rep. Ceca (bandiera)  | C     | Štěpán Vachoušek |
| 29 | Rep. Ceca (bandiera)  | P     | Jaromír Blažek   |
| 30 | Rep. Ceca (bandiera)  | D     | Lukáš Hejda      |
| 31 | Rep. Ceca (bandiera)  | A     | Lukáš Třešňák    |
| -  | Rep. Ceca (bandiera)  | A     | Martin Jirouš    |

## Risultati

### UEFA Champions League
| Arbitro: | Eisner |

|  |           |                             |
|  | Marcatori | 37’ Kadlec 51’ 58’ Wilfried |

| Arbitro: | Strahonja |

|                          |           |  |
| Matějovský 12’ Zeman 43’ | Marcatori |  |

| Arbitro: | Tagliavento |

|            |           |  |
| Brabec 76’ | Marcatori |  |

| Arbitro: | Fautrel |

|  |           |                       |
|  | Marcatori | 50’ (rig.) Kladrubský |

| Arbitro: | Atkinson |

|  |           |                       |
|  | Marcatori | 51’ Ceesay 73’ Oravec |

| Arbitro: | Benquerença |

|            |           |  |
| Ceesay 18’ | Marcatori |  |

### UEFA Europa League
| Arbitro: | Kakos |

|                                    |           |                             |
| Bony 17’ Kladrubský 68’ Kadlec 75’ | Marcatori | 38’ Maccarone 83’ Hernández |

| Arbitro: | Skjerven |

|                                          |           |  |
| Doumbia 72’ 86’ Mark González 84’ (rig.) | Marcatori |  |

| Arbitro: | Asumaa |

|                        |           |                                          |
| Bony 10’ 23’ Kucka 20’ | Marcatori | 6’ Meoli 74’ Steuble 90+4’ Carlos Sílvio |

| Arbitro: | Kulbakov |

|         |           |                           |
| Katz 6’ | Marcatori | 44’ 90+1’ Bony 75’ Kweuke |

| Arbitro: | Strahonja |

|                               |           |                                 |
| Rigoni 23’ Pinilla 60’ (rig.) | Marcatori | 51’ (rig.) Kladrubský 62’ Kucka |

| Arbitro: | Ingvarsson |

|            |           |             |
| Kadlec 44’ | Marcatori | 15’ Dzagoev |

| Praga 17 febbraio 2011, ore 21:05 CET Sedicesimi di finale - Andata | Sparta Praga | 0 – 0 referto | Liverpool | Generali Arena\| Arbitro: \| Meyer \| |
| Arbitro:                                                            | Meyer        |               |           |                                       |

| Arbitro: | Mažić |

|          |           |  |
| Kuyt 86’ | Marcatori |  |